# Astron (rymdteleskop)
Astron, var ett Sovjetiskt rymdteleskop som sköts upp med en Proton-raket, från Kosmodromen i Bajkonur den 23 mars 1983. Teleskopet var konstruerat för det ultravioletta spektrumet och utvecklades av Krims astrofysiska observatorium, NPO Lavochkin och Frankrike.
Teleskopet användes bland annat för att studera Halleys komet och supernovan SN 1987A.